# 32 (število)
32 (dváintrídeset) je naravno število, za katero velja 32 = 31 + 1 = 33 - 1.

### V matematiki
- sestavljeno število.
- najmanjše število n, za katero ima enačba φ(x) = n natanko 7 rešitev. Rešitve enačbe so: 51, 64, 68, 80, 96, 102, 120.
- deveto veselo število.
- {\displaystyle 32=2^{4}+4^{2}\!\,}.
- {\displaystyle 32=2^{5}\!\,}.
- število stranskih ploskev ikozidodekaedra.
- število stranskih ploskev prisekanega dodekaedra.
- število stranskih ploskev prisekanega ikozaedra.

### V znanosti
- vrstno število 32 ima germanij (Ge).
- 32° F je ledišče vode.
- odrasli ljudje imajo 32 zob.
- v računalništvu se 32-bitni podatkovni tip običajno imenuje integer včasih tudi longint ali long.

## Drugo
- na šahovnici je 32 belih in 32 črnih polj, toliko je tudi vseh figur na začetku šahovske igre.

### Leta
- 432 pr. n. št., 332 pr. n. št., 232 pr. n. št., 132 pr. n. št., 32 pr. n. št.
- 32, 132, 232, 332, 432, 532, 632, 732, 832, 932, 1032, 1132, 1232, 1332, 1432, 1532, 1632, 1732, 1832, 1932, 2032, 2132